# Вуяки
Вуяки (пол. Wujaki, нім. Wujaken) — село в Польщі, у гміні Розоги Щиценського повіту Вармінсько-Мазурського воєводства.
Населення — 29 осіб (2011).
У 1975-1998 роках село належало до Остроленцького воєводства.

## Демографія
Демографічна структура станом на 31 березня 2011 року:
|          | Загалом | Допрацездатний вік | Працездатний вік | Постпрацездатний вік |
| -------- | ------- | ------------------ | ---------------- | -------------------- |
| Чоловіки | 19      | 3                  | 13               | 3                    |
| Жінки    | 10      | 3                  | 5                | 2                    |
| Разом    | 29      | 6                  | 18               | 5                    |